# Music City Bowl 2019
Match précédent Match suivant
Le Music City Bowl 2019 est un match de football américain de niveau universitaire joué après la saison régulière de 2019, le 30 décembre 2019 au Nissan Stadium de Nashville dans l'État du Tennessee aux États-Unis.
Il s'agit de la 22e édition du Music City Bowl.
Le match met en présence l'équipe des Bulldogs de Mississippi State issue de la Southeastern Conference et l'équipe des Cardinals de Louisville issue de la Atlantic Coast Conference.
Il débute à 15 heures locales et est retransmis à la télévision par ESPN.
Sponsorisé par la société Franklin American Mortgage Company, le match est officiellement dénommé le Franklin American Mortgage Music Bowl 2019.
Louisville gagne le match sur le score de 38 à 28.

## Présentation du match
Il s'agit de la 6e rencontre entre ces deux équipes, Mississippi State menant les statistiques avec 3 victoires contre 2 pour Louisville.
Les deux victoires de Louisville résultent de forfaits imposés par la NCAA, Mississippi State ayant perdu tous ses matchs des saisons 1975 et 1976 parce qu’ils avaient aligné un joueur inéligible
| Équipes                                                                                               | Conférences | Entraîneurs            | Stats. saison rég. | Classements avant le bowl | Classements avant le bowl | Classements avant le bowl |
| --- | ----------- | ---------------------- | ------------------ | ------------------------- | ------------------------- | ------------------------- |
| Équipes                                                                                               | Conférences | Entraîneurs            | Stats. saison rég. | CFP                       | AP                        | Coaches                   |
| Bulldogs de Mississippi State                                                                         | SEC         | Joe Moorhead (en)      | 6 - 6              | NC                        | NC                        | NC                        |
| Cardinals de Louisville                                                                               | ACC         | Scott Satterfield (en) | 7 - 5              | NC                        | NC                        | NC                        |
| - Arbitre : Mark Duddy (Pac-12) - Équipe donnée favorite par les bookmakers : Mississippi State by 4. |             |                        |                    |                           |                           |                           |

| Saison | Date              | Vainqueur      | Score    | Perdant    | Compétition                                                                              |
| ------ | ----------------- | -------------- | -------- | ---------- | ---------------------------------------------------------------------------------------- |
| 2017   | 30 décembre 2017  | Mississippi St | 31 - 27  | Louisville | Taxslayer Bowl - Jacksonville, Floride                                                   |
| 1976   | 18 septembre 1976 | Mississippi St | 30 FF 21 | Louisville | Saison régulière - Forfait imposé par la NCAA à Mississippi St. - Starkville, Mississipp |
| 1975   | 25 octobre 1975   | Mississippi St | 28 FF 14 | Louisville | Saison régulière - Forfait imposé par la NCAA à Mississippi St. - Louisville, Kentucky   |
| 1974   | 26 octobre 1974   | Mississippi St | 56 - 07  | Louisville | Saison régulière - Starkville, Mississipp                                                |
| 1973   | 20 octobre 1973   | Mississippi St | 18 - 07  | Louisville | Saison régulière - Louisville, Kentucky                                                  |

### Bulldogs de Mississippi State
Avec un bilan global en saison régulière de 6 victoires et 6 défaites (3-5 en matchs de conférence), Mississippi State est éligible et accepte l'invitation pour participer au Music City Bowl de 2019.
Ils terminent 5e de la West Division de la Southeastern Conference derrière #1 LSU, #13 Alabama, #12 Auburn et Texas A&M. À l'issue de la saison 2019, ils n'apparaissent pas dans les classements CFP, AP et Coaches.
C'est leur 2e participation au Music City Bowl.
| Saisons | Dates            | Vainqueurs        | Scores  | Finalistes  | Bilan     |
| ------- | ---------------- | ----------------- | ------- | ----------- | --------- |
| 2011    | 30 décembre 2011 | Mississippi State | 23 - 17 | Wake Forest | V : 1 - 0 |

| Postes      | Joueurs         | Statistiques                                                    |
| ----------- | --------------- | --------------------------------------------------------------- |
| Quarterback | Garrett Shrader | 88/153 passes réussies pour 1 170 yards, 8 TDs, 5 interceptions |
| Coureur     | Kylin Hill      | 235 courses pour 1 347 yards nets gagnés et 10 TDs              |
| Receveur    | Deddrick Thomas | 29 réceptions pour 390 yards et 2 TDs                           |

### Cardinals de Louisville
Avec un bilan global en saison régulière de 7 victoires et 5 défaites (5-3 en matchs de conférence), Louisville est éligible et accepte l'invitation pour participer au Music City Bowl de 2019.
Ils terminent 2e de l'Atlantic Division de la Atlantic Coast Conference derrière #3 Clemson. À l'issue de la saison 2019, ils n'apparaissent pas dans les classements CFP, AP et Coaches.
C'est leur première apparition au Music City Bowl.
| Postes      | Joueurs           | Statistiques                                                     |
| ----------- | ----------------- | ---------------------------------------------------------------- |
| Quarterback | Micale Cunningham | 96/156 passes réussies pour 1 786 yards, 20 TDs, 5 interceptions |
| Coureur     | Javian Hawkins    | 241 courses pour 1 420 yards nets gagnés et 8 TDs                |
| Receveur    | Tutu Atwell       | 61 réceptions pour 1 129 yards et 12 TDs                         |

## Résumé du match
Début du match à  15 h 05, fin à  18 h 23 pour une durée totale de jeu de 03 h 18 min.
Températures de 12 °C, vent de SO de 19 km/h, ensoleillé.
| QT            | Temps         | Drive         | Drive         | Drive         | Équipe        | Description de l'action | Score | Score |
| ------------- | ------------- | ------------- | ------------- | ------------- | ------------- | --- | ----- | ----- |
| QT            | Temps         | Jeux          | Yards         | TDP           | Équipe        | Description de l'action | MSSU  | LOU   |
| 1             | 04:48         | 8             | 99            | 04:10         | MSST          | TD à la suite d'une course de 3 yards par QB Tommy Stevens + 1 point de conversion par K Jace Christmann | 7     | 0     |
|               |               |               |               |               |               | |       |       |
| 2             | 10:19         | 10            | 80            | 03:49         | MSST          | TD à la suite d'une course de 3 yards par RB Nick Gibson + 1 point de conversion par K Jace Christmann | 14    | 0     |
| 2             | 07:57         | 5             | 72            | 02:22         | LOU           | TD de 33 yards à la suite d'une passe de WR Tutu Atwell réceptionnée par TE Marshon Ford + 1 point de conversion par K Ryan Chalifoux                                                                              | 14    | 7     |
| 2             | 00:01         | 10            | 50            | 03:13         | LOU           | FG de 31 yards par K Ryan Chalifoux | 14    | 10    |
|               |               |               |               |               |               | |       |       |
| 3             | 05:01         | 7             | 55            | 02:21         | LOU           | TD de 24 yards à la suite d'une passe de QB Micale Cunningham réceptionnée par WR Devante Peete + 1 point de conversion par K Ryan Chalifoux                                                                       | 14    | 17    |
| 3             | 02:51         | 4             | 11            | 02:10         | LOU           | TD à la suite d'un fumble commis par QB Tommy Stevens après une course de 11 yards, provoqué par DL Gary McCrae, recouvert et retourné sur 31 yards par DB Khane Pass + 1 point de conversion par K Ryan Chalifoux | 14    | 24    |
|               |               |               |               |               |               | |       |       |
| 4             | 13:52         | 6             | 65            | 02:30         | LOU           | TD de 8 yards à la suite d'une passe de QB Micale Cunningham réceptionnée par TE Marshon Ford+ 1 point de conversion par K Ryan Chalifoux                                                                          | 14    | 31    |
| 4             | 10:25         | 9             | 75            | 03:27         | MSST          | TD de 18 yards à la suite d'une passe de QB Tommy Stevens réceptionnée par WR Steven Guidry + 1 point de conversion par K Jace Christmann                                                                          | 21    | 31    |
| 4             | 02:13         | 6             | 52            | 01:47         | LOU           | TD à la suite d'une course de 5 yards par RB Javian Hawkins+ 1 point de conversion par K Ryan Chalifoux | 21    | 38    |
| 4             | 00:27         | 7             | 86            | 01:46         | MSST          | TD de 24 yards à la suite d'une passe de QB Tommy Stevens réceptionnée par WR Osirus Mitchell + 1 point de conversion par K Jace Christmann                                                                        | 28    | 38    |
| Score final : | Score final : | Score final : | Score final : | Score final : | Score final : | Score final : | 28    | 38    |

## Statistiques
| Nom               | Poste | Équipe                  |
| ----------------- | ----- | ----------------------- |
| Micale Cunningham | QB    | Cardinals de Louisville |

| Statistiques                           | Bulldogs de Mississippi State                         | Cardinals de Louisville                                 |
| -------------------------------------- | ----------------------------------------------------- | ------------------------------------------------------- |
| 1er down                               | 24                                                    | 23                                                      |
| 1er down à la course                   | 9                                                     | 9                                                       |
| 1er down à la passe                    | 12                                                    | 13                                                      |
| 1er down suite pénalité                | 3                                                     | 1                                                       |
| Conversion de 3e down                  | 4/11                                                  | 6/11                                                    |
| Conversion de 4e down                  | 0/1                                                   | 0/1                                                     |
| Jeux–yards                             | 62 jeux pour 366 yards                                | 69 jeux pour 510 yards                                  |
| Yards à la course                      | 36 courses pour 145 yards (moyenne de 4 yards/course) | 44 courses pour 198 yards (moyenne de 4,5 yards/course) |
| Yards à la passe                       | 221                                                   | 312                                                     |
| Passes : Réussies-Tentées-Interceptées | 17/26 passes complétées, 0 interception               | 17/25 passes complétées, 0 interception                 |
| Réussite en zone rouge/chances         | 3/3                                                   | 3/4                                                     |
| TD                                     | 4                                                     | 5                                                       |
| Field Goals                            | 0/0                                                   | 1/2                                                     |
| Sacks (Nombre-Yards)                   | 4 pour 15 yards adverses perdus                       | 4 pour 35 yards adverses perdus                         |
| Fumbles (Nombre/Perdus)                | 4/2                                                   | 1/1                                                     |
| Pénalités (Nombre/Yards perdus)        | 2 pour 20yards perdus                                 | 6 pour 50 yards perdus                                  |
| Temps de possession                    | 28:26                                                 | 31:34                                                   |

| Bulldogs de Mississippi State |                   |                                                                                                  |
| Quarterback                   | Tommy Stevens     | 17/26 passes complétées, 221 yards, 0 interception, 2 TDs, 4 sacks subis, évaluation QB de 162,2 |
| Meilleur coureur              | Tommy Stevens     | 17 courses pour 71 yards nets gagnés, 1 TD, moyenne de 4,2 yards/course                          |
| Meilleur receveur             | Stephen Guidry    | 6/7 réceptions pour 76 yards gagnés, 1 TD                                                        |
| Meilleur tackler              | Willie Gay Jr.    | 11 tacles en solo, 1 TFL (1 yards), 1 FF                                                         |
| Cardinals de Louisville       |                   |                                                                                                  |
| Quarterback                   | Micale Cunningham | 16/23 passes complétées, 279 yards, 0 interception, 2 TDs, 4 sacks subis, évaluation QB de 200,2 |
| Meilleur coureur              | Javian Hawkins    | 23 courses pour 105 yards nets gagnés, 1 TD, moyenne de 4,6 yards/course                         |
| Meilleur receveur             | Chatarius Atwell  | 9/11 réceptions pour 147 yards gagnés, 0 TD                                                      |
| Meilleur tackler              | C.J. Avery        | 9 tacles dont 6 en solo, 2½ TFL (12 yards), 2 sacks (12 yards)                                   |